# Acmaeodera coquilletti
Acmaeodera coquilletti  (лат.) — вид жуков-златок рода Acmaeodera из подсемейства Polycestinae (Acmaeoderini). Распространён в Новом Свете. Кормовым растением имаго являются Quercus dumosa; Eriogonum fasciculatum, Ceanothus crassifolius, Quercus wislizenii, Lotus scoparius (Bellamy 1982:359), а у личинок — неизвестны.
Вид был впервые описан в 1899 году биологом Генри Клинтоном Фоллом (Henry Clinton Fall).